# ジウベルト・ダ・シウバ・メロ
ジウベルト・ダ・シウバ・メロ（Gilberto da Silva Melo、1976年4月25日 - ）は、ブラジル・リオデジャネイロ出身の元サッカー選手。現役時代のポジションはディフェンダー、ミッドフィールダー。

## 来歴
「ブラジル代表もう一人のジウベルト」。ジウベルト・シウバとは本名も似ているため、ジウベルトを登録名にしている。2006 FIFAワールドカップでは、ロベルト・カルロスの貴重な控えとして、日本戦で得点を挙げるなど活躍した。
代表では左サイドバックに入るが、攻撃的ミッドフィールダーや左サイドハーフでもプレーできる器用な選手。ロナウドと親しいため、過去にはインテルにセットで移籍したが、活躍するロナウドを尻目にベンチを温めるジウベルトという光景がよく見られた。

## 代表歴

### 出場大会
- ブラジル代表
  - 2006 FIFAワールドカップ
  - 2010 FIFAワールドカップ

### 試合数
- 国際Aマッチ 36試合 1得点（2003年-2010年）[1]

| ブラジル代表 | 国際Aマッチ | 国際Aマッチ |
| 年           | 出場        | 得点        |
| ------------ | ----------- | ----------- |
| 2003         | 2           | 0           |
| 2004         | 0           | 0           |
| 2005         | 7           | 0           |
| 2006         | 6           | 1           |
| 2007         | 15          | 0           |
| 2008         | 4           | 0           |
| 2009         | 0           | 0           |
| 2010         | 2           | 0           |
| 通算         | 36          | 1           |